# Gazania lśniąca

Odmiana uprawna gazanii mieszańcowego pochodzenia

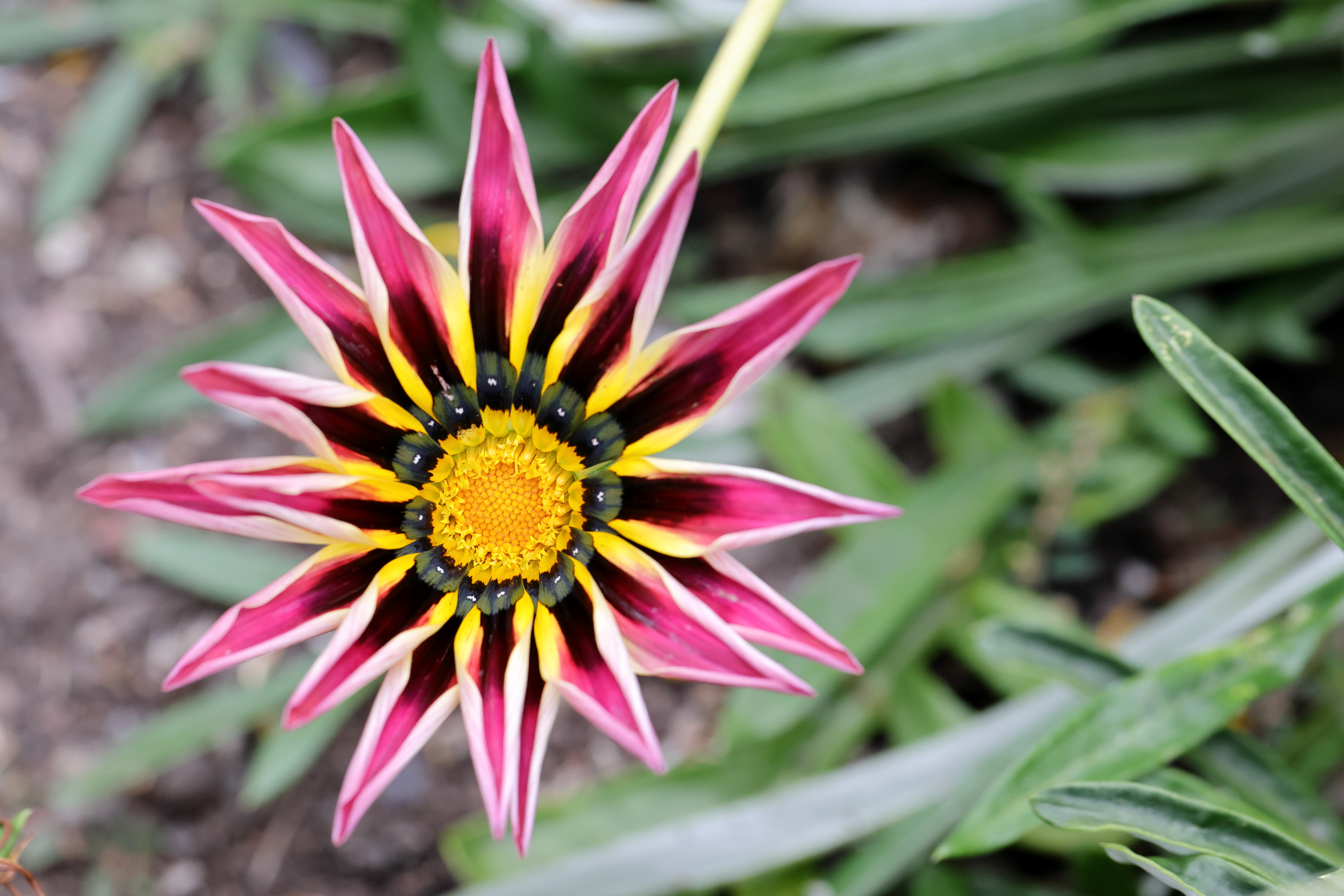
Gazania odmiany 'Sunshine Mix'

Gazania lśniąca (Gazania × splendens Hend. & A.A.Hend.) – określenie zbiorowe mieszańców uprawnych z rodzaju gazania z rodziny astrowatych. Zaliczane tu rośliny powstały w wyniku skrzyżowania kilku gatunków pochodzących z Afryki Południowej. Nazwę jej utworzono od nazwiska włoskiego uczonego Th. Von Gaza, który żył w 1478 w Rzymie. W wielu krajach świata rośliny te są uprawiana jako roślina ogrodowa.

## Morfologia
PokrójBylina o wysokości do 30 cm. Pędy silnie skrócone, rozgałęzione, u dołu płożące, zakończone pękiem wzniesionych liści. Każdy pęd zakończony jest koszyczkiem kwiatowym osadzonym na długiej szypułce. Z kątów liści pędów głównych wyrastają pędy drugiego rzędu, które rozgałęziają się dalej.
LiścieLiście wydłużone, łopatkowate, niekiedy na wierzchołku pierzaste, niemal całobrzegie, długości 10–15 cm – roślina wytwarza odziomkową różyczkę liści. Na spodniej stronie są białawe, kutnerowato owłosione, z wierzchu błyszczące, ciemnozielone.
KwiatyZebrane w koszyczki kwiatowe o średnicy 8 cm. Złożone są z barwnych kwiatów języczkowych, osadzonych w 1-3 brzeżnych okółkach i żółtych kwiatów rurkowych, zajmujących środek kwiatostanu. Kwiaty języczkowe mają u nasady czarną lub brunatną plamę, na której znajduje się poprzeczna, wąska żółta plamka lub kreska. Ciemne nasady kwiatów języczkowych otaczają jakby pierścieniem środkową, płaską tarczę kwiatów rurkowych. Kwiaty języczkowe są żółte, pomarańczowe, różowe lub miedzianoszkarłatne oraz w kolorach pośrednich. Koszyczki pojedyncze, rzadko podwójne. Kwitnie od końca czerwca do późnej jesieni. Kwiaty otwierają się tylko w pełnym słońcu, między godziną 10 a 16. W dni pochmurne i dżdżyste koszyczki są zamknięte.

## Zastosowanie
Jest uprawiana jako roślina ozdobna. Nadaje się na rabaty kwiatowe. Dzięki temu, że jej różyczki liściowe zwarcie pokrywają ziemię, może też być uprawiana jako roślina okrywowa. Można ją też uprawiać w pojemnikach na balkonach, w altanach, itp., w dobrze oświetlonych miejscach. Obecnie rzadko już uprawia się formy typowe gatunku, większość nowych odmian ozdobnych to mieszańce kilku gatunków południowoafrykańskich. 

## Uprawa
W Polsce ze względu na klimat jest uprawiana jako roślina jednoroczna. Wymaga stanowiska w pełnym słońcu, zaś podłoże powinno być raczej suche, piaszczyste i przepuszczalne. Gazanie należy kupować w maju i sadzić bezpośrednio do gruntu. Sadzonki powinny być duże o zdrowych liściach. Małe sadzonki ze "zwiędłymi" liśćmi zwykle słabo się przyjmują i późno kwitną. W czasie suszy rośliny potrzebują podlewania. Kwitnie od czerwca do października. Użycie zeolitu w podłożu wpływa na zwiększenie wytwarzania pąków kwiatowych przez gazanię.
Gazania zimuje w temperaturze od 5 do 10°C. 

## Odmiany uprawne
Odmiany dzielone są na grupy:
- 'Gazo' - odmiany z kwiatami o czystych barwach, obficie kwitnące.
  - 'Clear Orange' - pomarańczowe kwiaty
  - 'Clear Yellow' - żółte kwiaty
  - 'Clear Vanilla' - żółte kwiaty
- 'Talent' - odmiany posiadające ozdobne, szare liście, których kwiaty zamykają się na noc.
  - 'White' - białe kwiaty z żółtym środkiem
  - 'Rose Shades' - różowe kwiaty
  - 'Red Shades' - rdzawe kwiaty
- 'Kiss' - odmiany wczesnokwitnące, uprawiane również w pojemnikach.
  - 'Mahogany' - mahoniowe kwiaty
  - 'Bronze Star' - brązowe płatki z żółtą końcową i zielonym pierścieniem wokół złotego środka
  - 'Frosty' - z białym nalotem na liściach
  - 'Lemon Shades' - cytrynowożółte kwiaty
  - 'White Flame' - boki płatków wybarwione kontrastowo do paska przecinającego środek płatka
- 'Mini-Star' - karłowate odmiany gazanii, osiągające do 20 cm wysokości. Uprawiane w doniczkach. Występują w kolorach: białym, różowym, żółtym, pomarańczowym i brązowym.
  - 'Tangerine' - płatki i środek jednolicie pomarańczowe